# Gara Iacobeni
Gara Iacobeni este o stație de cale ferată care deservește comuna Iacobeni, județul Suceava, România.